# David Rosen
David Rosen (Brooklyn, 22 de janeiro de 1930) é um empresário estadunidense que se tornou chief executive officer da empresa japonesa de videogames Sega em 1965. Se aposentou como chairman em 1996.
Rosen serviu às Forças Armadas dos Estados Unidos e continuou no Japão após o fim de seu serviço. Em 1954 fundou uma companhia chamada Rosen Enterprises, que viria a se fundir com a empresa de jukeboxes Service Games em 1965 para formar a Sega. Rosen se tornou CEO da nova empresa e continuou nessa função até a compra da Sega pela Gulf and Western em 1967 (ou 1970 dependendo das fontes).
Em 1984 comprou ações da Sega Enterprises em posse da Bally Manufacturing com Hayao Nakayama, o presidente de uma companhia que Rosen comprou em 1979 e da CSK Corporation. Em 1986, Rosen se tornou o presidente da Sega of America após as ações da Sega passarem a ser negociadas na bolsa de valores japonesa e a Sega ser desmembrada em 
três divisões.
Continuou como presidente da Sega of America até 1989 quando contratou Michael Katz para sucedê-lo. Continuou como chairman da SoA até sua aposentadoria em 15 de julho de 1996.